# Super Bowl XXXI
Super Bowl XXXI var den 31. udgave af Super Bowl, finalen i den amerikanske football-liga NFL. Kampen blev spillet 26. januar 1997 i Louisiana Superdome i New Orleans og stod mellem Green Bay Packers og New England Patriots. Packers vandt 35-21 og tog dermed den tredje Super Bowl-titel i holdets historie. 
Kampens MVP (mest værdifulde spiller) blev Packers kick returner Desmond Howard.
| NFL | Spire Denne artikel om NFL er en spire som bør udbygges. Du er velkommen til at hjælpe Wikipedia ved at udvide den. |